# Arthur Lamothe
Arthur Lamothe (7 de diciembre de 1928 - 18 de septiembre de 2013) fue un director y productor de cine francés-canadiense.

## Biografía
Nacido en Saint-Mont, Francia, Lamothe emigró a Canadá en 1953 e inmediatamente consiguió un trabajo como leñador en la región de Abitibi en el norte de Quebec. En 1954 comenzó a estudiar ciencias económicas en la Universidad de Montreal. Durante su época de estudiante se interesó por el cine y comenzó a escribir para varias publicaciones de cine. Después de graduarse en 1958, fue contratado de inmediato como un escritor para Radio-Canadá. En 1961 fue contratado por la NFB y escribió Dimanche d' Amérique, su primer guion que se convirtió en la primera película de Gilles Carle. En 1962 dirigió su primera película, un documental corto titulado Bûcherons de la Manouane. Dirigió su primer largometraje, obra de ficción en 1965 titulado Poussière sur la ville; la película no tuvo éxito y volvió a los documentales. Lamothe sólo ha hecho un puñado de películas de ficción durante su carrera, pero es por sus documentales que es más conocido y más respetado. Lamothe exploró con mayor frecuencia en sus películas temas sociales y económicos, así como el activismo de las cuestiones en las que se apoyó apasionadamente sobre todo en lo que respecta a la población aborigen.
En 1980 fue galardonado con el Premio Albert-Tessier y en 1995 fue nombrado miembro de la Orden de Canadá.

## Filmografía selecta

### Características
- Poussière sur la ville (1965)
- La neige a fondu sur la Manicouagan (1965)
- Équinoxe (1986)
- Ernest Livernois, photographe (1988)
- Le silence des fusils (1996)

### Documentales
- Bûcherons de la Manouane (Corto, 1962)
- De Montréal à Manicouagan (Corto, 1963)
- La moisson (Corto, 1966)
- Le train du Labrador (Corto, 1967)
- Au-delà des murs (Corto, 1968)
- Ce soir-là, Gilles Vigneault... (1968)
- Actualités québécoises (Serie, 1969)
- Pour une éducation de qualité (Serie de 6 Cortos, 1969)
- Le mépris n'aura qu'un temps (1970)
- Un homme et son boss (Corto Codirigido con Guy Borremans, 1970)
- Révolution industrielle (Corto, 1970)
- Le train du roi (Corto, 1970)
- La machine à vapeur (Corto, 1971)
- Le monde de l'enfance (Corto, 1971)
- Le technicien en arpentage minier (Corto, 1971)
- A bon pied, bon oeil (Corto, 1972)
- Les gars de Lapalme (Corto Codirigido con François Dupuis, 1972)
- Special Delivery (Corto Codirigido con François Dupuis, 1972)
- La route du fer (Corto, 1972)
- Le système de la langue française (Serie de 7 Cortos, 1972)
- A propos de méthodes (Serie de 5 Cortos, 1973)
- Chronique des indiens du Nord-est du Québec (Serie, 1973-1980)
- Carcajou et le péril blanc (Serie de 3 Características y 5 Cortos, 1973-1980)
- La terre de l'homme (Series de 4 características y un Corto, 1973-1980)
- Qui? Quoi? Pourquoi? (Corto, 1973)
- Te promènes tu souvent sur un lapin? (Corto, 1973)
- Ti-Louis mijote un plan... (Corto, 1973)
- Voyage sans détour (Corto, 1974)
- La chasse aux Montagnais (Corto, 1974)
- C'est dangereux ici (Corto, 1978)
- Le collet à lièvre (Corto, 1978)
- Le piège à martre (Corto, 1978)
- La raquette (Corto, 1978)
- Montage de la tente (Corto, 1978)
- Géographie Montagnaise (Corto, 1978)
- Vous avez droits, les autres aussi (Corto, 1980)
- Mémoire battante (Serie de 3 Características, 1982-1983)
- Cultures amérindiennes (Serie de 80 videos, 1984-2004)
- La conquête de l'amérique (Serie de 2 características, 1990-1992)
- L'écho des songes (1993)
- Dix portraits (Serie, 1998)
- La terre mère (1998)
- Du rêve au libéralisme (1999)
- Mémoire antérieure (Serie de 13 Cortos, 2005)
- Les pêcheurs acadiens de l'Île Lamèque (2007)